# Edvard Schneidler
Edvard Benjamin Schneidler, född den 23 juli 1858 i Maria Magdalena församling i Stockholm, död den 10 augusti 1931 i Engelbrekts församling i samma stad, var en svensk bokbindare och grosshandlare.
Edvard Schneidler var son till bokbindaren Carl Edvard Schneidler och Amalia Granström, och bror till sjömilitären John Schneidler. Efter avslutade studier vid Maria elementarläroverk påbörjade Schneidler en utbildning till bokbindare. Han praktiserade yrket i flera europeiska städer, däribland Paris, Berlin, Wien och München. Senare övergick han till handelsverksamhet och etablerade sig som grosshandlare i Stockholm år 1886.
År 1896 blev han upptagen som borgare i Stockholm. Schneidler var även samhällsengagerad och innehade flera förtroendeuppdrag. Han var styrelseledamot i Nödhjälpskassan i Stockholm från 1922 och medlem av konsistoriet för Franska reformerta kyrkan i Stockholm från 1925. 
Schneidler var medlem i Timmermansorden, och på orderns egendom fick han i början på 1920-talet tillstånd att uppföra privatbostaden den Schneidlerska villan.
Edvard Schneidler gifte sig år 1909 med Marguerite Decathalogne från Frankrike.